# Opuntia humifusa

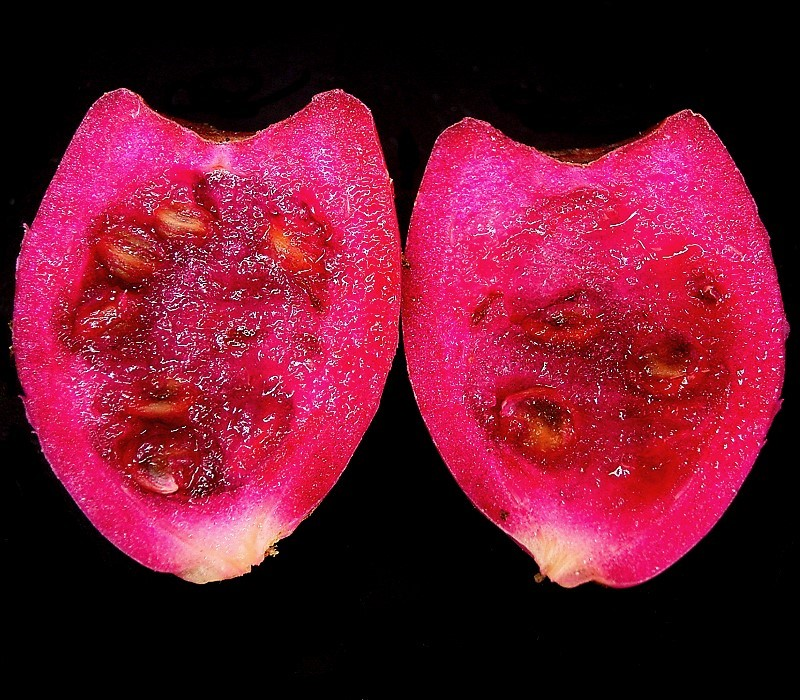
Figue de Barbarie provenant dOpuntia humifusa

Figuier d'Inde, Figuier de Barbarie oriental, Oponce de l'Est
Ne doit pas être confondu avec Opuntia ficus-indica.
Espèce
Classification APG II (2003)
Statut de conservation UICN

 LC  : Préoccupation mineure
Statut CITES
L'Opuntia humifusa, figuier d'Inde (bien que le végétal ne soit pas originaire d'Inde mais d'Amérique), figuier de Barbarie oriental ou encore Oponce de l'Est est une espèce de cactus résistante au froid et à l'humidité, originaire des États-Unis et du Canada, aujourd'hui largement naturalisé dans le sud de l'Europe. Il s'agit d'une des deux espèces de cactus produisant un fruit comestible appelé figue de Barbarie mais ce dernier est plus petit que celui dʼOpuntia ficus-indica.

## Répartition
C'est une espèce largement répartie à l'est des États-Unis, du Mississippi aux États du Nord-Est des États-Unis. On rencontre l'Oponce de l'est du Canada jusqu'à la Floride. Il devient rare dans son habitat d'origine en raison du développement agricole et urbain.
Il est naturalisé en Europe. En France, on le rencontre dans la vallée du Rhône et également le long des falaises d'un village des gorges de l'Allier en Haute-Loire (Chilhac) où cette plante est assez abondante, en Suisse, dans les régions du Valais, du canton de Vaud et du Tessin, en Italie, dans la région de la Lombardie et dans les Balkans.
Si en Europe il semble s'intégrer à la flore locale, ce n'est pas le cas en Afrique du Sud, pays plus aride, où il est considéré comme menaçant pour la biodiversité endémique.

## Etymologie
Opuntia humifusa: du latin humus, sol, et fusus, qui fuse, qui "épouse" le sol en référence à son port rampant.

## Synonymes
- Opuntia austrina Small
- Opuntia calcicola Wherry
- Opuntia compressa auct. non J.F.Macbr.
- Opuntia cumulicola Small
- Opuntia fuscoatra Engelm.
- Opuntia rafinesquei Engelm.
- Opuntia rubrifolia Engelm. ex J.M. Coult.
- Opuntia vulgaris auct. nonn.

## Variétés
- Opuntia humifusa var. humifusa
- Opuntia humifusa var. ammophila, présente uniquement en Floride.
- Opuntia humifusa var. austrina, présente essentiellement en Floride et en Caroline du Sud.

## Description
Plante buissonnante, formant des coussins de moins de 30 cm de haut.
Cladodes de forme ronde à obovée ou elliptique de 4–10 cm de long et 4–6 cm de large, souvent fripés en hiver. Glochides jaunes ou marron, jusqu'à 3 mm de long et un glochide beaucoup plus long est parfois présent.
Floraison diurne au printemps et début d'été. Fleurs uniformément jaunes, parfois doubles, de 4-6 cm de long et de diamètre. Étamines réagissant au contact des insectes (ou d'un doigt: filaments sensitifs).
Fruits comestibles pourpres ou rouges en forme de poire, de 3-5 cm de long sur 2-3 cm de diamètre, aux aréoles portant des glochides (à retirer avant de consommer). Graines plates à arille blanche et épaisse (6-30 par fruit).

## Culture
Extrêmement résistante au froid et aux climats humides, elle croît sans difficulté dans les jardins du Nord de l'Europe, où elle peut résister jusqu'à −25 °C. Convient particulièrement à une plantation en rocaille exposée au sud. La floraison printanière est d'autant plus spectaculaire que l'hiver a été froid. Une espèce à recommander à tous les débutants. Cependant, elle doit impérativement être maintenue en extérieur. La régularité des températures de l'intérieur des habitations lui est fatale.
Plante pionnière qui affectionne les milieux ouverts et disparaît lorsque des plantes trop hautes envahissent son milieu.

## Utilisations
Outre la consommation de la figue de Barbarie qu'il produit le figuier d'Inde peut avoir une utilisation médicinale. Ainsi les Amérindiens utilisaient la pulpe des articles d'Opuntia humifusa en application sur les blessures (Dakota et Pawnee), les morsures de serpents (Lakota) et contre les rhumatismes. Le jus était utilisé pour soigner les verrues (Nanticoke), les calculs et les maladies pulmonaires.
Les Crow, Dakota et Pawnee utilisaient également Opuntia humifusa comme additif lors de la fabrication de teintures.